# Mariana Mendieta
Mariana de Jesús Mendieta (Chone, 10 de abril de 1956) es una política ecuatoriana y la primera mujer en ocupar la alcaldía de Durán.

## Vida pública
Inició su vida política en la década de los ochenta como parte del Partido Liberal Radical Ecuatoriano, al que ingresó en apoyo a Raúl Clemente Huerta y Carlos Luis Plaza Aray. En 1982 se unió al Partido Social Cristiano tras ser reclutada por León Febres-Cordero Ribadeneyra, futuro presidente de la república y quien en ese entonces ejercía el cargo de diputado.
En 1998 fue elegida concejala de Durán. Durante la ceremonia de posesión fue golpeada por personas que ella identificó como simpatizantes del alcalde Oswaldo Peñaherrera, del Partido Roldosista Ecuatoriano. Los golpes propiciados en su contra le produjeron un aborto, lo que le trajo complicaciones de salud que desembocaron en una colostomía.
Al poco tiempo fue destituida de su cargo luego de su controversial accionar durante una sesión del consejo cantonal en que se bajó los pantalones y la ropa interior y mostró la bolsa para recoger materia fecal que llevaba producto de la colostomía, todo mientras acusaba al alcalde Peñaherrera por lo sucedido. Posteriormente el Tribunal Constitucional le restituyó su puesto.

### Alcaldesa de Durán
Renunció a su cargo para postularse como candidata a la alcaldía de Durán por el Partido Social Cristiano en las elecciones seccionales de 2000, resultando electa. En las elecciones de 2004 fue reelegida como alcaldesa. Su administración se centró principalmente en la pavimentación de calles y construcción de bordillos y parques multiusos. También destacó la construcción del malecón de la ciudadela Abel Gilbert.
En julio de 2007 fue acusada de peculado por supuestas irregularidades administrativas. Según la denuncia, Mendieta habría eludido control en la contratación de 23 obras de trabajo por más de 170 000 dólares en obras realizadas entre 2003 y 2004 en el mercado central de la ciudad.
El 4 de junio de 2008 se emitió una orden de captura en su contra bajo pedido del ministro fiscal de Guayas, Antonio Gagliardo Loor, pero Mendieta escapó de la justicia. A principios de agosto del mismo año renunció desde la clandestinidad a la alcaldía, por lo que fue sucedida por su hijo, Dalton Narváez, quien actuaba como alcalde encargado ante la ausencia de su madre.
Mendieta apeló la acusación en su contra, pero el juicio fue ratificado por la Segunda Sala de lo Penal de la Corte del Guayas en septiembre de 2009.
El 6 de octubre de 2011 se llevó a cabo el juicio, cuyo resultado fue una sentencia absolutoria a su favor emitida días más tarde por la Primera Sala de Garantías Penales del Guayas.

### Vida posterior
En las elecciones seccionales de 2014 fue elegida concejala de Durán por el Partido Social Cristiano. En mayo de 2022 anunció su desafiliación del partido debido a discrepancias con la dirigencia local en la selección de candidatos para las elecciones seccionales de 2023. También criticó la administración de su hijo, el alcalde Dalton Narváez, y afirmó que no había realizado obras importantes en la ciudad y que entre ambos existía poca comunicación.
Durante la Pandemia de COVID-19, Mendieta entró en coma debido a la enfermedad, pero logró recuperarse. Posteriormente gestionó la construcción de un monumento en forma de cruz en el cementerio de Durán en honor a los muertos por la pandemia.